# Un malheur
Un malheur (en russe : Gore) est une nouvelle d'Anton Tchekhov, parue en 1885.

## Historique
Un malheur, sous-titré « Petit tableau d'hiver », est initialement publié dans Le Journal de Pétersbourg, no 324, du 25 novembre 1885, signée A. Tchékhonté. Aussi traduit en français sous le titre Le Chagrin.

## Résumé
Le tourneur sur bois Grigori Pétrov emmène Matriona, sa femme malade, à l’hôpital du district. Il y a une tempête de neige et trente verste à faire.
Il réfléchit à ce qu’il va falloir dire au docteur pour qu’il accepte de prendre sa femme. Il se tourne vers sa femme pour lui ordonner de ne pas divulguer qu’elle est battue, mais elle est déjà morte.
Pétrov fait demi-tour et se maudit pour avoir fait pendant quarante ans le malheur de sa pauvre femme. Il s’endort.
À son réveil, on lui a coupé les mains et les pieds qui avaient gelé. Le docteur lui annonce qu’il n’a plus pour longtemps à vivre. 

## Édition française
- Un malheur, traduit par Édouard Parayre, in Œuvres I, Paris, Éditions Gallimard, coll. « Bibliothèque de la Pléiade » no 197, 1968  (ISBN 978-2-07-0105-49-6).